# Polymita picta
Polymita picta (Born, 1778) è un mollusco gasteropode arboricolo della famiglia Cepolidae, endemico di Cuba. È la specie tipo del genere Polymita.

## Descrizione
La conchiglia di questa specie si caratterizza per la colorazione estremamente vivace, che dà luogo a differenti varietà.

## Distribuzione e habitat
L'areale della specie è circoscritto alla estrema porzione orientale di Cuba.
Il suo habitat è rappresentato dalla foresta subtropicale, con una marcata preferenza per alcune specie arboree tra cui Chrysobalanus icaco, Metopium toxifera, Metopium brownei, Bursera simarouba e Coccoloba retusa.

## Biologia
È una specie ermafrodita insufficiente, non in grado cioè di autofecondarsi.
Al pari degli altri gasteropodi della superfamiglia Helicoidea, nella fase del corteggiamento, Polymita picta trafigge il partner con dardi calcarei.

## Conservazione
È una specie protetta dalla legislazione cubana che dal 1943 ne proibisce la esportazione salvo che per ragioni scientifiche.